# NATO Communications and Information Systems Services Agency
Die NATO Communications and Information Systems Services Agency (NCSA), in Kurzform: NATO CIS Services Agency, war eine Agentur der NATO als nachgeordnete Organisation mit Sitz in Mons (Belgien) und diente dem Betrieb und Schutz der Informations- und Kommunikationsinfrastruktur des Bündnisses.

## Geschichte
Die NCSA wurde aus früheren Organisationselementen der NATO, unter anderem der NATO Communication and Information Systems Operating and Support Agency (NACOSA), formal zum 1. August 2004 gegründet und mit einer Activation Ceremony beim Supreme Headquarters Allied Powers Europe (SHAPE) am 7. September 2004 aktiviert. Sie bestand bis zum 30. Juni 2012.
Die NCSA war ein Teil der NATO Consultation, Command and Control Organization (NC3) und berichtete dem NC3-Board, einem beratenden Organ des Nordatlantikrats.
Im Rahmen einer NATO-Reform wurde die NATO Communications and Information Systems Services Agency 2012 in die NATO Communications and Information Agency (NCI Agency) überführt.

## Organisation

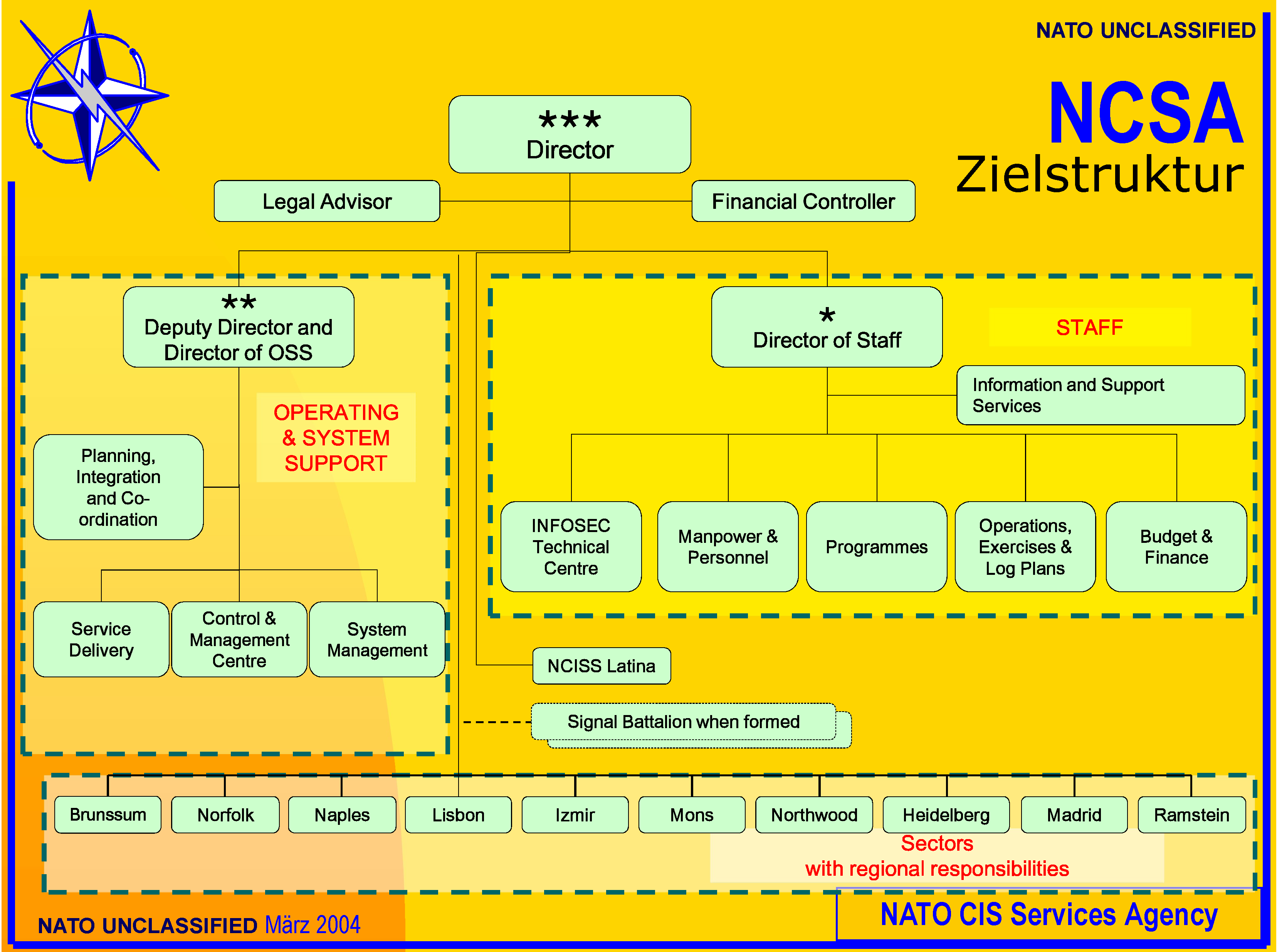
NCSA Zielstruktur, Stand März 2004

Die Agentur umfasste eine mehrstufige Organisation
- NCSA Headquarters (Mons, Belgien)
  - Command Group
  - Staff Group
  - Operating and System Support Group
- NCSA Sektoren (1)
Die Sektoren waren nach gleichem Muster aufgebaut, so dass jeder Sektor über folgende Elemente verfügte
  - Command Squadron
  - Customer Services Squadron
  - Networks Squadron
  - CIS logistics Depot (nur Brunssum und Neapel)
- Andere NCSA Elemente
  - NATO Signal Battalions (NSB) (2)
  - NATO Communications and Information Systems School (NCISS), Latina (Italien)[2]

Innerhalb des NCSA Headquarters befand sich das NATO Information Security Technical Centre (NITC), das für die Kommunikations- und Computersicherheit zuständig war, bestehend aus

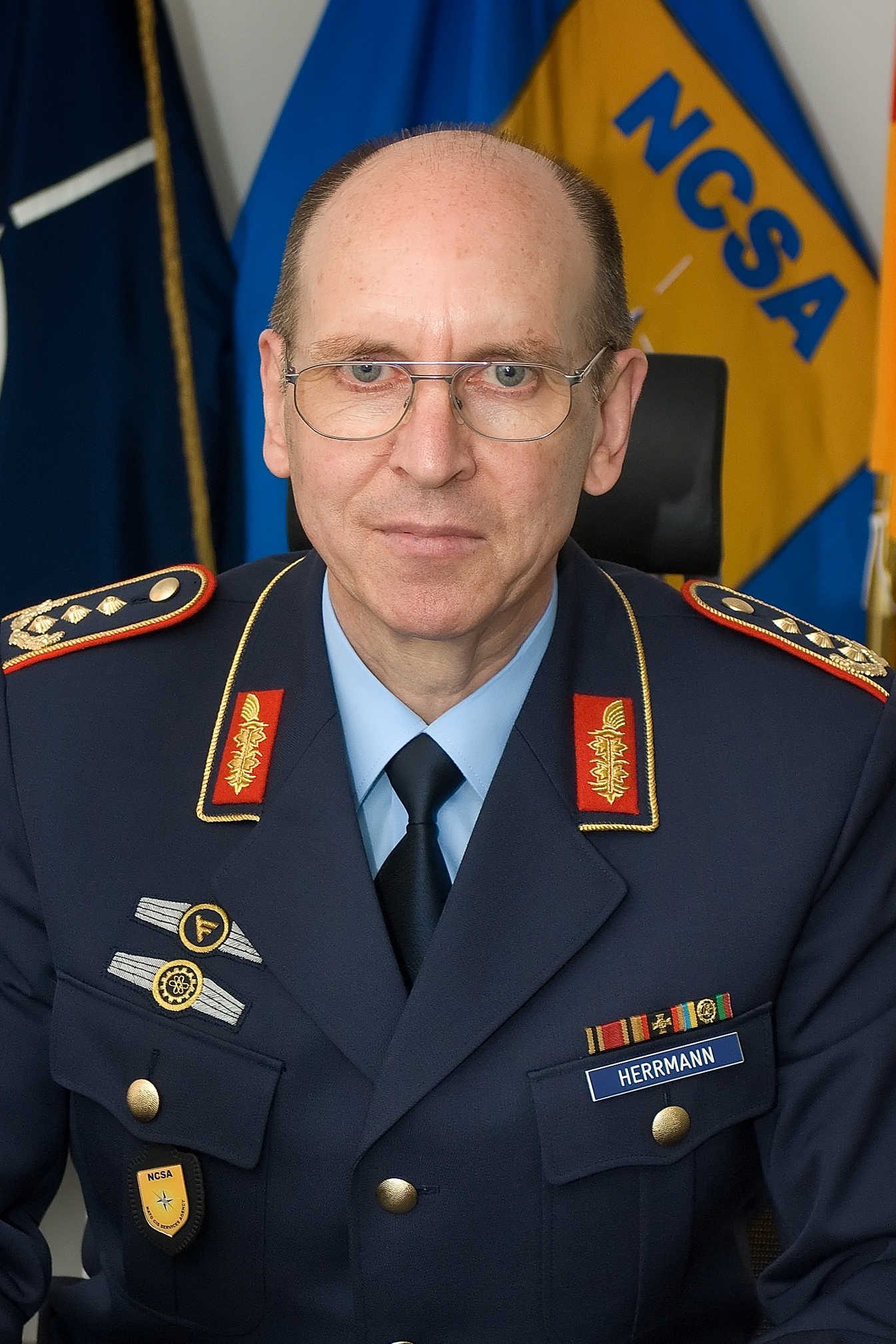
NCSA-Direktor Generalleutnant Kurt Herrmann

- NATO Computer Incident Response Capability Technical Centre (NCIRC TC) im NATO Information Assurance Operations Centre in Mons für die Bearbeitung sicherheitsrelevanter Vorfälle, verbesserte Sicherheitsrichtlinien und für die Verwaltung und Verteilung des kryptographischen Materials
- NATO Information Security Operations Centre zur Überwachung und zum Management der NATO-Netzwerke

## Direktoren
Der Dienstposten des Direktors der Agentur war durch Deutschland zu besetzen
- August 2004 bis April 2009: Generalleutnant Ulrich Wolf
- April 2009 bis Juni 2012: Generalleutnant Kurt Herrmann

## Sonstiges

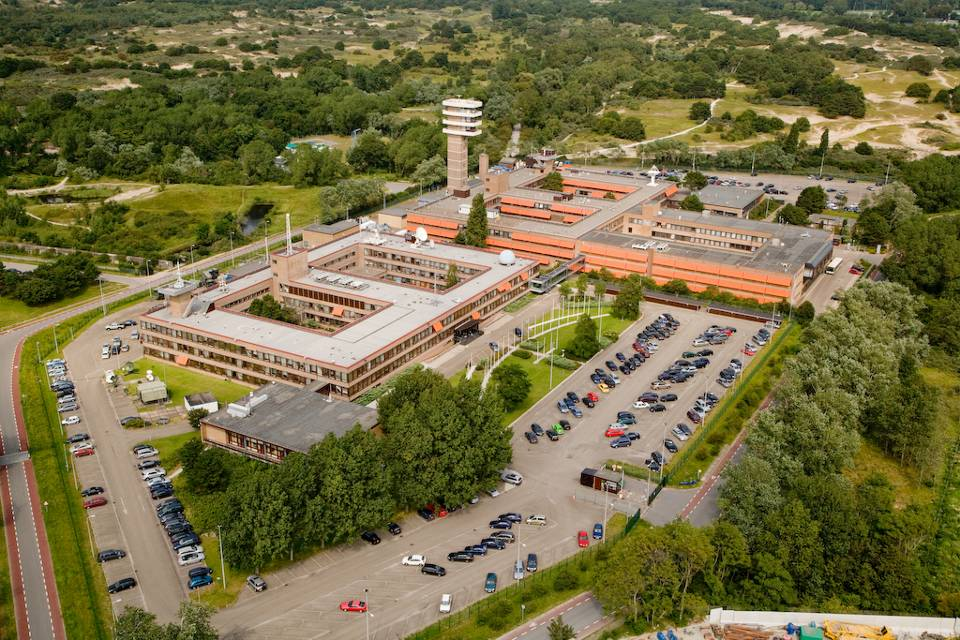
Der NATO-Komplex in Den Haag, Niederlande

Neben der NCSA gehörte zur NC3O die NATO Consultation, Command and Control Agency (NC3A) mit Standorten in Den Haag (Niederlande) und Brüssel (Belgien). Diese Agentur unterstützte die NATO in den Bereichen Forschung, Entwicklung, Experimente, Projektmanagement und Beschaffung und wurde – wie die NCSA – 2012 in die NATO Communications and Information Agency (NCI Agency) überführt.